# Claire Guieysse
Pour les personnes ayant le même patronyme, voir Guieysse.
Claire Guieysse, née le 30 mars 1963 à Paris, est une architecte française.

## Biographie
Elle remporte avec Antoinette Robain le Prix de l'Équerre d'argent 2004 pour la rénovation du Centre national de la danse à Pantin.

## Principales études et réalisations
- 2004 : Centre national de la danse, Pantin, Seine-Saint-Denis[3]